# Jörg Simmat
Jörg Simmat (* 1. Januar 1959 in Weimar) ist ein deutscher Schauspieler.

## Leben
Jörg Simmat wuchs in Weimar auf. Nach Abitur und Grundwehrdienst studierte er von 1979 bis 1983 Schauspiel an der Theaterhochschule „Hans Otto“ Leipzig.
Nach Engagements am Landestheater Altenburg (1983 bis 1990), dem Mittelsächsischen Theater Freiberg (1990 bis 1994) und dem Theater Junge Generation in Dresden (1994 bis 1996) arbeitete er von 1996 bis 2004 freischaffend.
Von 2004 bis 2009 spielte er am Theater Plauen-Zwickau. Seitdem arbeitet er wieder freischaffend mit Gastengagements am Eduard-von-Winterstein-Theater Annaberg und vielen anderen.
Jörg Simmat lebt in Plauen. Er hat zwei Kinder, eines davon ist der Schauspieler Jonas Laux.

## Filmografie
| - 1986: Am Sankt-Nimmerleinstag (Synchronstimme) - 1986: Rund um die Uhr: Nackter Mann (TV) - 1990: Polizeiruf 110 – Der Tod des Pelikan (TV) - 1997: Tatort – Der Tod spielt mit (TV) - 2000: Mutter wider Willen (TV) - 2001: In aller Freundschaft: Ich brauche Dich! (TV) - 2002: Tatort: Heiße Grüße aus Prag (TV) | - 2003: Tage des Sturms (TV) - 2006: Tierärztin Dr. Mertens: Die Löwenmutter (TV) - 2006: Tatort – Blutschrift (TV) - 2008: SOKO Leipzig/Staffel 7: Auf dem Kriegspfad (TV) - 2013: SOKO Wismar: Ein Zipfel vom Glück (TV) - 2013: Familie Dr. Kleist: Piwis Heimkehr (TV) - 2014: Die Spiegel-Affäre (TV) - 2014: Bornholmer Straße (TV) - 2015: Das Geständnis |

## Theaterrollen (Auswahl)
- 2008: Baby Talk (Musical), Theater Plauen-Zwickau
- 2011: Franziskus – Ein Rockpoem mit Musik von Rio Reiser, Trinitatis-Kirchruine, Dresden